# محمد عيضة شبيبة
محمد عيضة شبيبة (و. 1975  م) هو سياسي يمني، ولد في مديرية كتاف والبقع، عين وزيراً للأوقاف والإرشاد في 18 ديسمبر 2020، في حكومة معين عبد الملك الثانية. شارك في الحوار الوطني اليمني.

## مناصب
- وكيل قطاع الإرشاد في وزارة الأوقاف والارشاد
- عضو جمعية علماء اليمن[6]
- الأمين العام للمجلس الأعلى لأبناء محافظة صعدة
- عضو مؤتمر الحوار الوطني عن قضية صعدة[7]
- عضو الهيئة العليا لحزب الرشاد
- عضو مؤتمر الرياض
- الأمين العام للمجلس الأعلى لأبناء محافظة صعدة
- وكيل وزارة الأوقاف لقطاع الإرشاد
- وزير الأوقاف والارشاد (منذ 26 ديسمبر 2020)[5]

| المناصب السياسية    | المناصب السياسية                        | المناصب السياسية |
| ------------------- | --------------------------------------- | ---------------- |
| سبقه أحمد زبين عطية | وزير الأوقاف والإرشاد ‏ 26 ديسمبر 2020 - | تبعه             |